# R1 (restaurangvagn)
R1, tidigare RBo2 och R2, var en typ av restaurangvagn som var av 1960-talstyp och tillverkades av Kalmar Verkstads AB (KVAB)  för Statens Järnvägar 1960–1962. Vagnarna hade ursprungligen littera RBo2 och bestod då av en matsalsavdelning, en köksavdelning och en sittplatsavdelning (andra klass). Vagnarna omlitterades R2 vid SJ:s stora litterareform 1970 och ett antal år senare byggdes de om med matsal på båda sidor av köket. På grund av sjunkande behov av restaurangvagnar slopades de under 1990-talet.